# آمازون ابروقرمز
آمازون ابروقرمز (نام علمی: Amazona rhodocorytha) نام یک گونه از سرده طوطی آمازون است.